# Шаипов, Саид Эдилсултанович
Саи́д Эдилсулта́нович Шаи́пов (1 января 1934, Хиди-Хутор, Чечено-Ингушская АССР, РСФСР, СССР — 2 января 2009, Грозный, Чеченская Республика, Россия) — российский певец, участник Государственного ансамбля «Вайнах», Народный артист Чеченской Республики (2008).

## Биография

### Детство
Родился 1 января 1934 года в селе Хиди-Хутор Курчалоевского района Чечено-Ингушской АССР в семье Эдилсултана и Саламат Шаиповых. 23 февраля 1944 года был депортирован.
Его семью разместили в селе Куропаткино Кокчетавской области. Отец вырыл землянку, в которой они жили. В дороге мать сильно простудилась и через год умерла. Ещё через год умер отец. Саиду Шаипову было одиннадцать лет, когда на него свалилась ответственность за 7-летнюю сестру Майдат и 4-летнего брата Леида. Родственников рядом не было. Чтобы прокормить брата и сестру, он брался за любую работу.
Весной 1946 года дети отправились в Кокчетав. На ночлег устроились под крыльцом одного из домов. Ночь была очень холодной, и младший брат Саида стал плакать. Дом, под крыльцом которого ночевали дети, оказался домом-музеем Валериана Куйбышева. Директором музея была родная сестра Куйбышева Елена Владимировна. Она услышала плач, завела детей в дом, отогрела, умыла и накормила. Саид с братом и сестрой прожил в Доме-музее больше двух лет. Часто к Елене Владимировне приезжала её старшая сестра Надежда Владимировна. Она привозила детям сладости, подолгу возилась с ними.
В музей часто приезжали известные люди: Александра Михайловна Коллонтай, супруга генерального секретаря Компартии Болгарии Георгия Димитрова Вера Михайловна Димитрова, супруга Председателя ОГПУ Феликса Дзержинского Софья Дзержинская, супруга генерального секретаря Компартии Румынии Николае Чаушеску Елена Чаушеску.
Из-за серьёзной болезни Елена Владимировна вынуждена была уехать в Москву на длительное лечение. Ей пришлось отдать детей в детский дом.
В детском доме он провёл четыре года. Саид начал заниматься в художественной самодеятельности, стал солистом хора.

### Работа в ансамбле
После детдома окончил Карагандинское строительное училище, получив специальность «штукатурщик-лепщик». В свободное время брал уроки вокала у профессионального преподавателя. Но в это время начался процесс реабилитации репрессированных народов. Александр Халебский и Абдул-Хамид Хамидов начали воссоздавать Чечено-Ингушский Государственный ансамбль песни и танца. Был огромный конкурс, который, однако, Шаипов прошёл легко. 16 августа 1957 года он стал солистом хора Чечено-Ингушского ансамбля.
Саид Шаипов, вспоминал те годы:
Не было ни единого концерта, чтобы зрители, стоя, долгими овациями не приветствовали артистов, не просили автографов. Нередки были случаи, когда люди целовали полы черкесок, отрывали на память с одежды какой-нибудь кусок материи.
Ансамбль с большим успехом гастролировал по Советскому Союзу и за рубежом. Танцор ансамбля «Вайнах» Ваха Идрисов рассказывал:
В конце 60-х, начале 70-х годов выехать за рубеж простому гражданину СССР было почти невозможно. А о чеченцах и говорить нечего. Даже спортсменов чеченских пускали за рубеж на международные турниры крайне редко. А мы в составе ансамбля объездили почти весь земной шар, ну разве что не были в Австралии и в Арктике. Танцоров узнавали на улице сразу — мы были подтянуты, хорошо одеты, с хорошими манерами. Но пижонства никакого не было — мы знали, что представляем весь чечено-ингушский народ, а это накладывало на поведение колоссальную ответственность.
В составе ансамбля были известные танцоры Сайд-Эмин Януркаев, Ваха Дакашев, Шита Эдисултанов, Султан Абдусаламов, Ваха Идрисов, Зулай Сардалова, Маржан Исакова; певцы Султан Магомедов, Валид Дагаев, Мовлид Буркаев, Саид Шаипов; музыканты Умар Димаев, Рамзан Паскаев. В ансамбле были и представители других народов: Галина Бухарова (впоследствии Бетиева), Тамара Синявская (Дугаева), Александр Петров (псевдоним Ансар Хашумов), Владимир Зорич, Джульетта Кукишвили и другие.
Коллектив всячески поддерживал министр культуры ЧИАССР Ваха Татаев. Он был драматическим режиссёром и артистом, окончившим ГИТИС. Иногда он сам проводил репетиции.
В 1967—1978 годах директором ансамбля «Вайнах» был Муса Гешаев. Под его руководством ансамбль добился больших успехов, стал одним из самых успешных национальных танцевальных коллективов СССР. Из Большого театра Гешаевым была приглашена главный мастер по национальным костюмам Эльвира Мутушева, которая сшила для ансамбля очень красивые костюмы. Был приглашен абхазский балетмейстер Георгий Капланович Дзыба, сильно поднявший уровень танцев.
Шаипов пел на разных языках: казахском, татарском, литовском, китайском. Его приглашали для совместного дуэта известные в то время певцы народные артисты СССР Ермек Серкебаев, Роза Багланова, Бибигуль Тулегенова. В 1968—1970 годах на Всесоюзной фирме «Мелодия» вышло три диска-гиганта и множество миньонов с записями песен Саида Шаипова, которые быстро разошлись.
В 1970 году, будучи на гастролях в Кокчетаве, Саид Шаипов раскопал и в обычном чемодане привёз домой для перезахоронения останки матери, исполнив тем её последнюю волю. Муса Гешаев написал об этом стихи, на которые позже была написана песня «Горы, горы»:
```
…Однажды с чемоданом друга встретил:
- Ну, что везёшь, успел богатым стать?
- Останки матери я вырыл, - он ответил,
- Везу на родину, чтоб их земле предать.
```

В начале 1970-х годов ансамбль был переименован в ансамбль «Вайнах». Его численность дошла до 125 человек. Гастролировать такой многочисленной труппе было трудно. Поэтому вокальную группу передали в Чечено-Ингушскую филармонию. В составе ансамбля остался хор из 6 человек, в который входили Султан Магомедов, Валид Дагаев, Саид Шаипов, Алихан Имагожев, Бауди Хатуев, Шамсуддин Сардалов.
Саид Шаипов был лауреатом многих смотров, фестивалей и конкурсов. 22 ноября 1982 года ему было присвоено звание Заслуженный артист Чечено-Ингушской АССР, а 18 февраля 2008 года — Народный артист Чеченской республики. Проработал солистом хора до начала первой военной кампании.

### Последние годы
Во время и первой, и второй чеченской войны оставался в Грозном. После окончания военных действий работал главным специалистом отдела художественного творчества Центра народного творчества Министерства культуры Чеченской Республики, занимался работой по восстановлению творческого наследия чеченских артистов, во многом уничтоженных войнами. Скончался в Грозном 2 января 2009 года.

## Награды и звания
- Медаль «Ветеран труда»;
- Золотая медаль «За шефскую работу над селом»;
- Медаль «100 лет профсоюзам России»;
- Грамоты Президиума Верховного Совета Чечено-Ингушской АССР;
- Грамота Президента Чеченской Республики;
- Заслуженный артист Чечено-Ингушской АССР (22 ноября 1982 года);
- Народный артист Чеченской Республики (18 февраля 2008 года)[3].